# Swaledale (queso)
El Swaledale es un queso inglés con denominación de origen protegida a nivel europeo. En realidad, son dos DOP: Swaledale cheese y Swaledale ewes' cheese. Se elaboran con mezcla de leche de oveja y de vaca. Tiene un 48% de materia grasa. Tiene forma cilíndrica. Es un queso duro, de color crema con una suave textura que se desmigaja fácilmente. Está cubierto por moho verde y azul grisáceo, o bien con cera natural. 
Se elabora entre los meses de mayo y diciembre y su tiempo de añejamiento va de uno a tres meses. Antes de dejarlo curar en húmedas bodegas, se le remoja en salmuera, lo que evita que se seque. Se llama así por el valle del río Swale (en el condado de Yorkshire del Norte) donde se elabora. Hay variedades de este queso con cebollino fresco y con ajo.